# Santo António da Serra (Madeira)

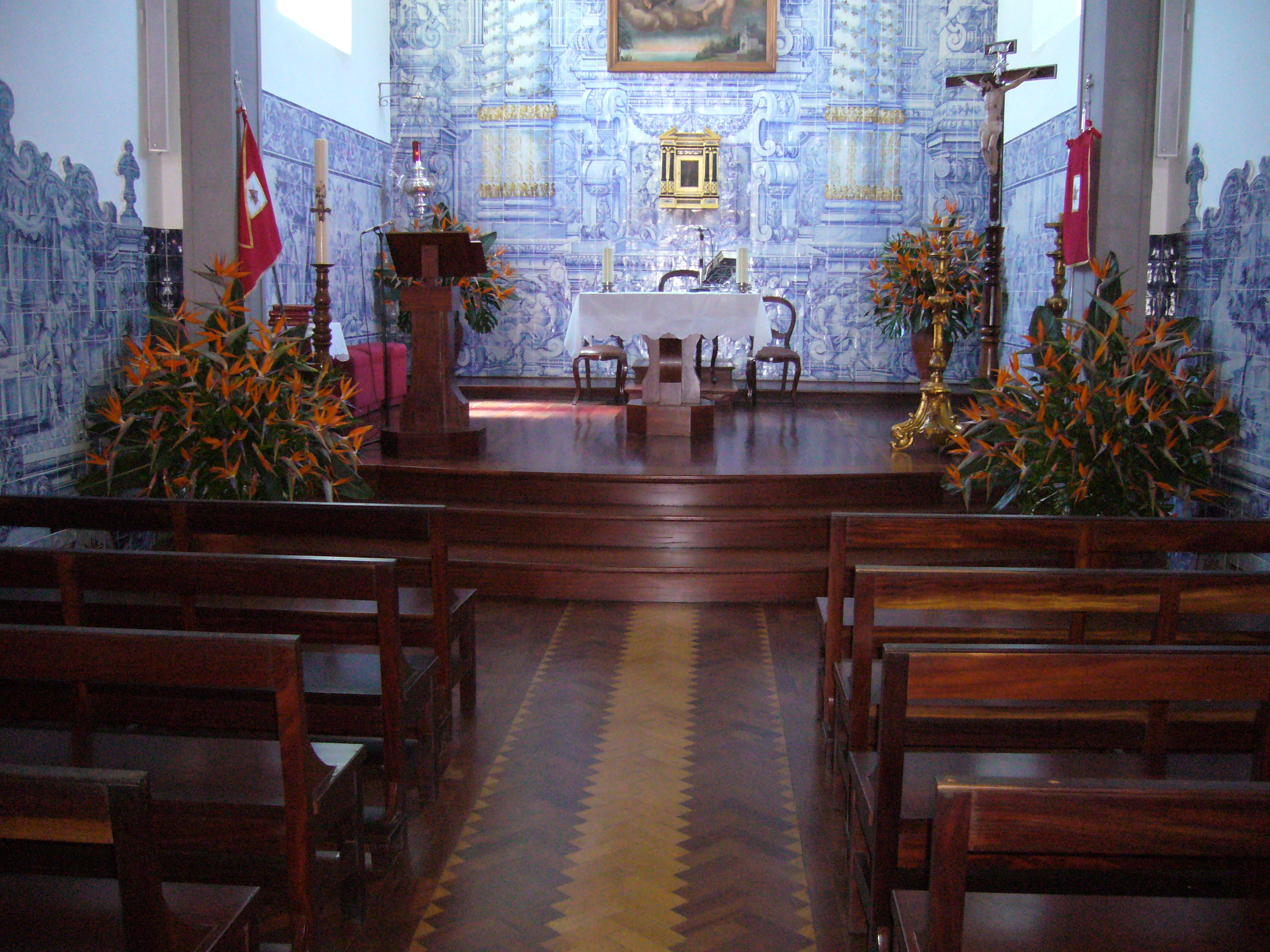
A templom belseje

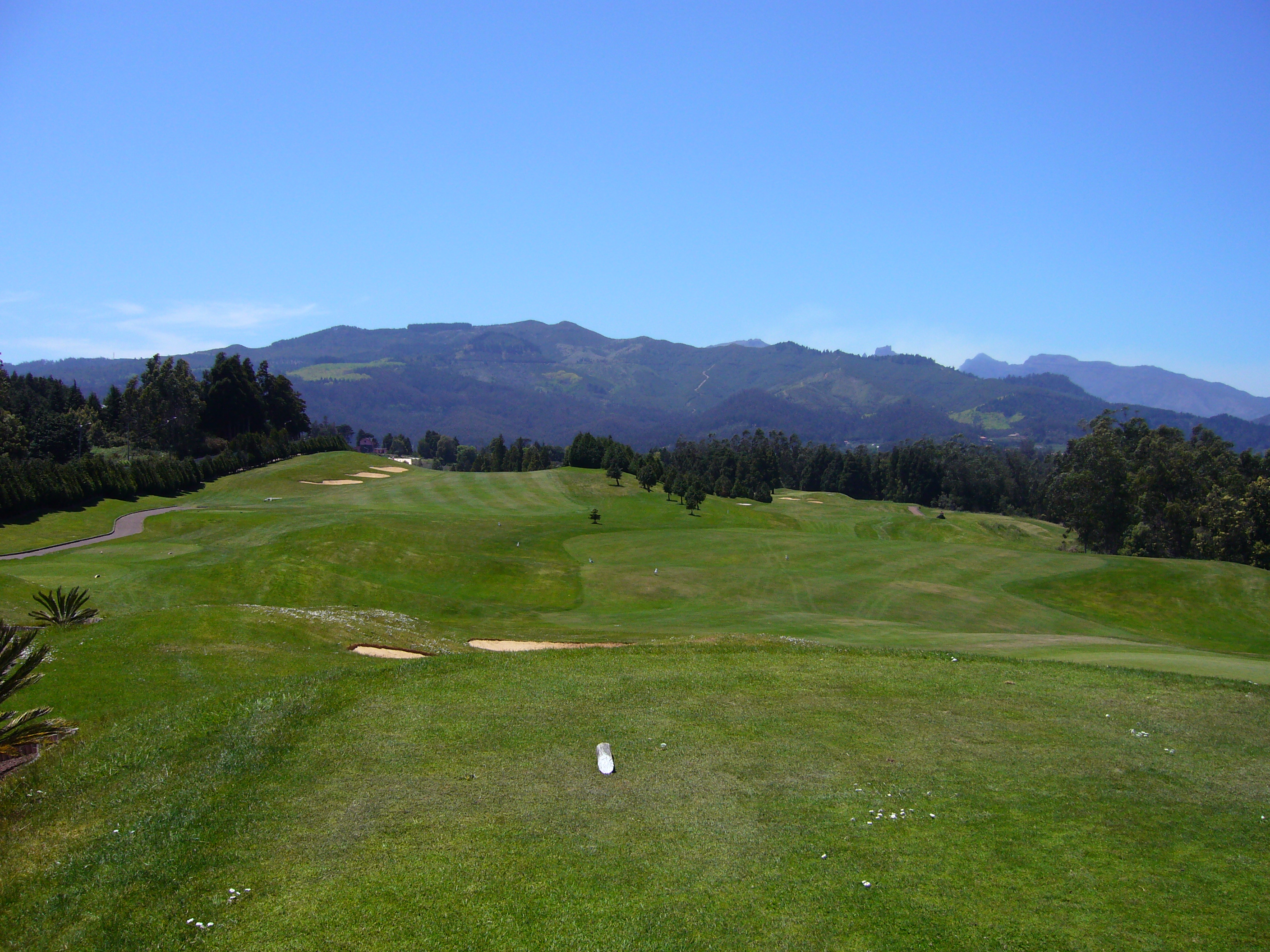
A fennsík délkeleti vége a golfpályával

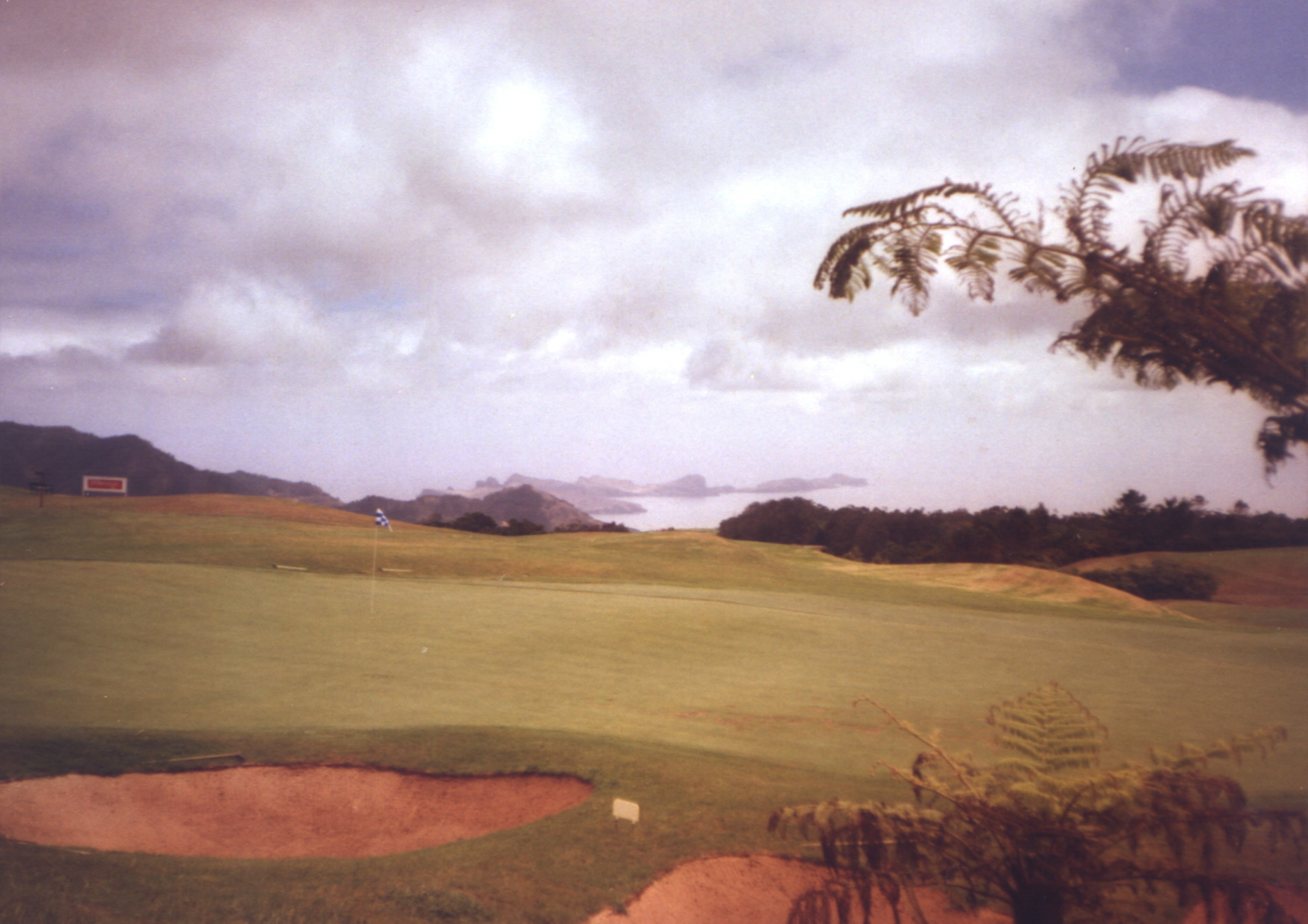
A golfpálya

Santo António da Serra (avagy több térképen is egyszerűen csak (Santo da Serra) mintegy 600 lakosú falu Madeira szigetének Santa Cruz járásában egy kisebb, nyugat-északnyugat–kelet-délkelet csapású fennsíkon, mintegy félúton a megyeszékhely Santa Cruz és a Portela-hágó között, mintegy 650–700 m-rel a tenger szintje fölött. Éghajlata ennek megfelelően határozottan hűvösebb, mint a sziget tengerparti részeié.
A település alapvetően mezőgazdasági jellegű; a környéken különösen sok az almáskert. Ennek megfelelő helyi italspecialitás (akárcsak a tőle délnyugatra, ugyancsak hegyhátra épült Camachában) a cukrozott és mézzel kevert almamust (cidra).
A falu fő látványossága a Quinta do Santo da Serra – a hagyományos rózsaszínre festett úrilak egykor a sziget leggazdagabb borkereskedő családja, az Angliából betelepült Blandy família tulajdona volt; ők alakították ki hatalmas kertjét is, ami ma közpark (játszóterekkel, sportpályákkal, kis állatkerttel). A kert hátsó részében az Angol kilátó (Miradouro dos Ingleses) kilátópontról messze kitekinthetünk a tengerre – a pont onnan kapta a nevét, hogy a Blandyk itt állandó megfigyelőpontot tartottak fenn a sziget felé közeledő borszállító hajók jelzésére.
A templom belsejét csempeképek díszítik gazdagon.
Santo António da Serrában, a fennsík délkeleti végén építették ki a sziget első golfpályáját, amit Robert Treft Jones tervezett – a 27 lyukú pálya ma is használható.